# Margen operativo
En los negocios, el margen operativo, también conocido como margen de ingreso operativo, margen de beneficio operativo, margen EBIT y rendimiento de las ventas ( ROS ), es la relación del ingreso operativo ("beneficio operativo" en el Reino Unido ) a las ventas netas, generalmente presentado en porcentaje. 
{\displaystyle \mathrm {Margen\ operativo} =\left({\frac {\mathrm {Ingresos\ operativos} }{\mathrm {Ingresos} }}\right)}
El  beneficio neto mide la rentabilidad de las empresas después de contabilizar todos los costos.
El rendimiento de las ventas (ROS) es el beneficio neto como porcentaje de los ingresos por ventas. ROS es un indicador de rentabilidad y se usa a menudo para comparar la rentabilidad de compañías e industrias de diferentes tamaños.  Significativamente, ROS no tiene en cuenta el capital ( inversión ) utilizado para generar el beneficio.  En una encuesta de cerca de 200 gerentes de mercadotecnia sénior, el 69% respondió que consideraban que la métrica de "retorno de ventas" era muy útil.
A diferencia del margen antes de intereses, impuestos, depreciación y amortización (EBITDA), el margen operativo tiene en cuenta los gastos de depreciación y amortización.

## Propósito
Estas métricas financieras miden niveles y tasas de rentabilidad. ¿Cómo decide una empresa si tiene éxito o no?  Probablemente la forma más común es mirar las ganancias netas del negocio.  Las empresas son colecciones de proyectos y mercados, las áreas individuales se pueden juzgar por el éxito que tienen al aumentar el beneficio neto corporativo.  Sin embargo, no todos los proyectos tienen el mismo tamaño, y una manera de ajustar el tamaño es dividir la ganancia por los ingresos por ventas.  La relación resultante es el rendimiento de las ventas (ROS), el porcentaje de los ingresos por ventas que se "devuelven" a la empresa como ganancias netas una vez que se deducen todos los costos relacionados de la actividad.

## Construcción
El beneficio neto mide la rentabilidad fundamental del negocio. Son los ingresos de la actividad menos los costos de la actividad. La principal complicación es en negocios más complejos cuando los gastos generales deben asignarse entre las divisiones de la empresa... Casi por definición, los gastos generales son costos que no pueden vincularse directamente con ningún producto o división específica.  El ejemplo clásico sería el costo del personal de la sede.
El beneficio neto: Para calcular el beneficio neto para una unidad (como una empresa o división), restar todos los gastos, incluyendo una parte justa del total de gastos de la Corporación, a partir de los ingresos brutos.
Ganancia neta ($) = Ingresos por ventas ($) - Costos totales ($)
Retorno sobre ventas (ROS): utilidad neta como porcentaje de los ingresos por ventas.
Retorno sobre ventas (%) = Ganancia neta ($) / Ingresos por ventas ($)
Las ganancias antes de intereses, impuestos, depreciación y amortización (EBITDA) son una medida muy popular del rendimiento financiero.  Se utiliza para evaluar el beneficio 'operativo' de la empresa.  Es una forma aproximada de calcular la cantidad de efectivo que está generando el negocio e incluso a veces se denomina 'flujo de efectivo operativo'.  Puede ser útil porque elimina los factores que cambian la visión del desempeño en función de las políticas contables y financieras del negocio.  Los partidarios argumentan que reduce la capacidad de la gerencia para cambiar las ganancias que reportan al elegir las reglas contables y la forma en que generan respaldo financiero para la compañía.  Esta métrica excluye de los gastos de consideración relacionados con decisiones tales como la forma de financiar el negocio (deuda o capital) y durante qué período se deprecian los activos fijos.  El EBITDA es típicamente más cercano al flujo de efectivo real que el NOPAT... El EBITDA se puede calcular agregando nuevamente los costos de intereses, depreciación y cargos de amortización y los impuestos incurridos.  EBITDA ($) = Ganancia neta ($) + Pago de intereses ($) + Impuestos incurridos ($) + Cargos por amortización y amortización ($)
Ejemplo: The Coca-Cola Company 
| Ingresos operativos netos              | $ 20,088 |
| Beneficio bruto                        | $ 15,924 |
| Ingresos de explotación                | $ 6,318  |
| Ingresos antes de impuestos a la renta | $ 6,578  |
| Ingresos netos                         | $ 5,080  |

(Figuras relevantes en cursiva) 
{\displaystyle \mathrm {Operating\ margin} =\left({\frac {6,318}{20,088}}\right)={\underline {\underline {31.45\%}}}}
Es una medida de qué proporción de los ingresos de una empresa queda, antes de impuestos y otros costos indirectos (como alquiler, bonificaciones, intereses, etc.), después de pagar los costos variables de producción como salarios, materias primas, etc. A se necesita un buen margen operativo para que una empresa pueda pagar sus costos fijos, como los intereses de la deuda. Un mayor margen operativo significa que la empresa tiene menos riesgo financiero.
El margen operativo se puede considerar el ingreso total de las ventas del producto menos todos los costos antes del ajuste por impuestos, dividendos a los accionistas e intereses sobre la deuda.